# Evangelii gaudium

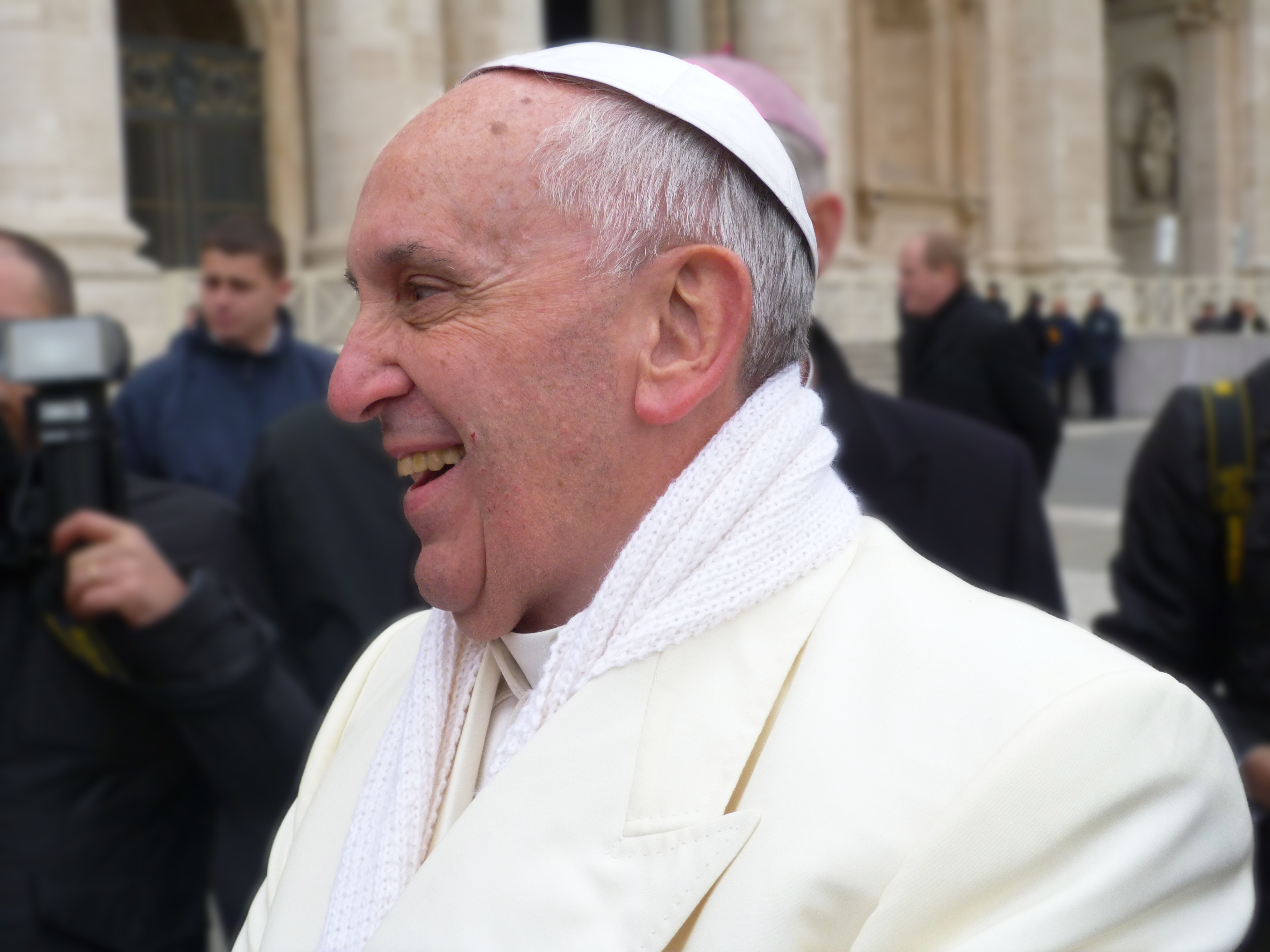
El papa Francisco en la plaza de San Pedro, al día siguiente de la publicación de su exhortación apostólica Evangelii gaudium (en español, La alegría del Evangelio).

Evangelii gaudium (en español, La alegría del Evangelio) es la primera exhortación apostólica escrita por el papa Francisco, publicada el 24 de noviembre de 2013 tras el cierre del Año de la Fe. Como la mayor parte de las exhortaciones apostólicas (que no son encíclicas), ésta también se escribió tras una reunión del Sínodo de los Obispos: en este caso se trató de la XIII Asamblea General Ordinaria sobre «La nueva evangelización para la transmisión de la fe cristiana».
Si bien abarca muchos temas, trata principalmente sobre la evangelización. El texto expresa el influjo en el pensamiento de Francisco de la Teología de la liberación en su vertiente argentina conocida como Teología del pueblo.

## Estructura y contenido
La exhortación, que en su versión de lengua castellana tiene 142 páginas, está dividida en cinco puntos:  La transformación misionera de la Iglesia, En la crisis del compromiso comunitario, El anuncio del Evangelio, La dimensión social de la Evangelización y Evangelizadores con espíritu.
El tema principal es el anuncio misionero del evangelio y su relación con la alegría cristiana, aunque también se habla sobre la paz, la homilética, la justicia social, la familia, el respeto por la creación (ecología), el ecumenismo, el diálogo interreligioso, y el rol de las mujeres en la Iglesia.

Critica además el consumo de la sociedad capitalista, e insiste en que los principales destinatarios del mensaje cristiano son los pobres. Además acusa al sistema económico actual de ser injusto, basado en la «tiranía del mercado», la especulación financiera, la corrupción generalizada y la evasión fiscal.

### Introducción
En la introducción el Papa cita diversos pasajes de la Biblia que muestran una relación entre la alegría de recibir el mensaje cristiano y la salida misionera.
En el párrafo 17, Francisco explica que ha decidido explorar los siguientes temas:
- La reforma de la Iglesia en salida misionera.
- Las tentaciones de los agentes pastorales.
- La Iglesia entendida como la totalidad del Pueblo de Dios que evangeliza.
- La homilía y su preparación.
- La inclusión social de los pobres.
- La paz y el diálogo social.
- Las motivaciones espirituales para la tarea misionera.[11]

### Capítulo I: La transformación misionera de la Iglesia
En este capítulo Francisco resalta la importancia de la parroquia «porque tiene una gran plasticidad, puede tomar formas muy diversas», y exhorta a los oratorios, movimientos, prelaturas, y otras comunidades de base a que se integren a la pastoral local de cada parroquia. Seguidamente resalta la importancia de los obispos de cada diócesis para reforzar el anuncio cristiano por vías siempre nuevas. En este contexto afirma estar dispuesto a reformar el Papado y buscando «sugerencias que se orienten a un ejercicio de mi ministerio que lo vuelva más fiel al sentido que Jesucristo quiso darle».

### Capítulo II: En la crisis del compromiso comunitario
El capítulo se divide en dos partes: bajo el título Algunos desafíos del mundo actual se tratan los temas de economía, exclusión y cultura moderna, incluyendo los nuevos movimientos religiosos y el relativismo. En el títlulo Tentaciones de los agentes pastorales describe dos posibles errores entre los cristianos: primero «la fascinación del gnosticismo» que propone «una fe encerrada en el subjetivismo, donde sólo interesa una determinada experiencia o una serie de razonamientos y conocimientos»; segundo «el neopelagianismo autorreferencial y prometeico» que tiene «un elitismo narcisista y autoritario, donde en lugar de evangelizar lo que se hace es analizar y clasificar a los demás» y «un cuidado ostentoso de la liturgia, de la doctrina y del prestigio de la Iglesia».

### Capítulo III: El anuncio del Evangelio
La Iglesia es la totalidad de los bautizados, y todos ellos deben realizar el kerygma. Francisco se detiene en la importancia de la homilía, que «debe ser breve y evitar parecerse a una charla, o una clase», además debe ser preparada con cuidado y anticipación: «un predicador que no se prepara no es "espiritual"; es deshonesto e irresponsable».

### Capítulo IV: La dimensión social de la Evangelización
El cuarto capítulo es muy rico en temas: inclusión social de los excluidos («los sin techo, los toxicodependientes, los refugiados, los pueblos indígenas, los ancianos cada vez más solos y abandonados, etc»), el trabajo político de largo plazo, y el diálogo social: el diálogo fe-razón, el diálogo ecuménico, el diálogo interreligioso, y el diálogo social amplio.
En el párrafo 246, Francisco afirma que los católicos tienen mucho por aprender de los no-católicos, especialmente de los anglicanos y los ortodoxos; y que sería muy bueno llegar a una lista de compromiso de verdades aceptadas por todos. En el párrafo 247 afirma que el judaísmo no es una religión ajena al catolicismo y que los judíos no tienen necesidad de convertirse, ya que su Alianza con Dios «jamás ha sido revocada». En el párrafo 254 afirma que los ritos no-cristianos de todas las religiones en general pueden tener un origen divino, son una «experiencia comunitaria de camino hacia Dios» y «pueden ser cauces que el mismo Espíritu suscite para liberar a los no cristianos del inmanentismo ateo».

### Capítulo V: Evangelizadores con espíritu
El cierre de la exhortación retoma el encuentro personal con Cristo y la imitación de la Virgen María como ícono y ejemplo de la actitud de anuncio misionero.

## Estilo
Se describe a su estilo como «directo y personal», y como «llano y sencillo»; además se destaca la utilización de neologismos tales como la palabra «primerear». Monseñor Claudio Maria Celli, en la conferencia de prensa de presentación de Evangelii Gaudium, afirmó que «el Papa usa un lenguaje sereno, cordial, directo y en sintonía con el estilo con el que se ha manifestado estos meses de pontificado».

## Influencias
Si bien muchas de las afirmaciones son ejemplos excelentes de su pensamiento original, el texto también se nutre de diversas fuentes. La principal de ellas son las Proposiciones de los padres sinodales de la XIII asamblea del Sínodo de los Obispos que se citan 27 veces. Entre los Padres de la Iglesia, Francisco cita a Ireneo de Lyon, San Ambrosio y Agustín de Hipona. De los maestros medievales contribuyen los beatos Isaac de Stella y Tomás de Kempis, y Santo Tomás de Aquino. Entre los autores modernos citados se destacan John Henry Newman, Henri de Lubac, Romano Guardini y Georges Bernanos.
El sustantivo más utilizado en el documento es la palabra «pueblo»: se menciona el término 164 veces. Juan Carlos Scannone refirió la influencia en el documento papal de la llamada «teología del pueblo» —como se denomina a una vertiente argentina de la teología de la liberación en la que participaron Lucio Gera, Enrique Angelelli, Rafael Tello, Fernando Boasso, y Justino O'Farrell—. Es evidente el reconocimiento del papa Francisco a monseñor Víctor Manuel Fernández (cita 207 de Evangelii gaudium), como también la alusión al obispo Enrique Angelelli, al señalar en el punto 154: «Un predicador es un contemplativo de la Palabra y también un contemplativo del pueblo», oración con la que el documento evoca la frase de Angelelli: «con un oído en el pueblo y otro en el Evangelio».